# 澤維爾·塞繆爾
澤維爾·塞缪爾（英語：Xavier Samuel，1983年12月10日—）是一位澳大利亞男演員。2007年他在澳大利亚電影《九月》中出演男主角，他也參與過暮光之城系列電影的演出。

## 早年生活
塞缪尔出生於澳大利亞汉密尔顿，成长于阿德莱德。2005年毕业于弗林德斯大学戏剧中心，并在毕业作品中扮演哈姆雷特。之后一直作为职业演员在剧院舞台和大银幕上表演。

## 个人生活
塞缪尔喜欢澳式足球并且是Australian Football League的Adelaide Football Club粉丝。

## 职业生涯

### 电影和电视
| 年份 | 影片或电视名          | 角色               | 备注 |
| ---- | --------------------- | ------------------ | --- |
| 2006 | 2:37                  | Theo               | 导演：Murali K. Thalluri； 主演：泰莉莎·帕尔墨， Joel Mackenzie                                                                                 |
| 2007 | 安吉拉的决定          | Will Turner        | 导演：马特·金； 主演：丽哈侬·欧文，泽维尔·塞缪尔                                                                                                |
| 2007 | 麥田少年              | Ed Anderson        | 导演：Peter Carstairs； 主演：克莱恩斯·约翰·瑞恩 ，泽维尔·塞缪尔                                                                                |
| 2008 | 紐卡斯爾              | Fergus             | 导演：Dan Castle； 主演：拉奇兰·布坎南， 泽维尔·塞缪尔                                                                                          |
| 2009 | 奪命之愛              | Brent              | 导演：西恩·布叶尼； 主演：泽维尔·塞缪尔， 罗宾·麦克丽薇                                                                                         |
| 2009 | 梦想生活              |                    | 导演：Scott Otto Anderson； 主演：泽维尔·塞缪尔， Sigrid Thornton                                                                               |
| 2010 | 暮光之城3：月食       | Riley              | 导演：大卫·斯雷德； 主演：克里斯汀·斯图尔特 ，罗伯特·帕丁森                                                                                     |
| 2010 | 玩命巴士              | Marcus             | 导演：Dean Francis； 主演：泽维尔·塞缪尔 ，苏菲·露                                                                                              |
| 2011 | 莎士比亞的祕密        | Henry Wriothesley  | 导演：罗兰·艾默里奇； 主演：瑞斯·伊凡斯 ，大卫·休里斯                                                                                           |
| 2011 | 伴郎我最High          | David Locking      | 导演：斯蒂芬·埃利奥特； 主演：泽维尔·塞缪尔， 克里斯·马歇尔                                                                                     |
| 2012 | 大海啸之鲨口逃生      | 乔许               | 导演：金波·兰道； 主演：泽维尔·塞缪尔， 沙妮·文森                                                                                               |
| 2012 | 暮光之城4：破晓（下） | Riley (uncredited) | 导演：比尔·康顿； 主演：克里斯汀·斯图尔特 ，罗伯特·帕丁森                                                                                       |
| 2013 | 愛，墮落              | Ian                | 导演：凯瑟琳·哈德威克； 主演：艾米莉·布朗宁 ，凯姆·吉甘戴                                                                                       |
| 2013 | 冲浪兄弟              | Jimmy Fisher       | 导演：Ben Nott Morgan O'Neil； 主演：萨姆·沃辛顿 ，泽维尔·塞缪尔                                                                                |
| 2013 | 浪蕩性世代            | Enzo               | 导演：凯瑟琳·哈德威克； 主演：艾米莉·布朗宁， 凯姆·吉甘戴                                                                                       |
| 2014 | 怒火特攻隊            | Lieutenant Parker  | 导演：大卫·阿耶； 主演：布拉德·皮特， 希亚·拉博夫                                                                                               |
| 2015 | 弗兰肯斯坦            | 亚当               | 导演：伯纳德·罗斯； 主演：凯瑞-安·莫斯， 泽维尔·塞缪尔                                                                                          |
| 2016 | 爱情与友谊            | Reginald DeCourcy  | 导演：惠特·斯蒂尔曼； 主演：凯特·贝金赛尔 ，莫菲德·克拉克                                                                                       |
| 2017 | 坏血                  | 文森特             | 导演：戴维·普拉克； 主演：泽维尔·塞缪尔，摩根·格莉芬                                                                                            |
| 2017 | 少了一些人            | 戴维               | 导演： Mark Lamprell； 主演： 泽维尔·塞缪尔 ，克里斯·马歇尔 ， 凯文·毕晓普 ， 德波拉·梅尔曼 ， 戴克·蒙哥马利                                    |
| 2017 | 复义七型              | 西蒙·海伍德        | 导演：Glendyn Ivin ，马修·萨维尔 ， 安娜·库金诺斯 ； 主演：阿利克斯·迪米崔德斯，利安娜·瓦尔斯曼， 泽维尔·塞缪尔 ，Andrea Demetriades，雨果·维文 |
| 2022 | 金髮夢露              | 小查理·卓別林      | 导演：安德魯·多明尼克； 主演：安娜·德哈瑪斯， 安德林·布洛迪，巴比·卡納佛 ， 茱莉安娜·妮克遜                                                     |

## 引用
1. ↑  . 时光网.   [2009]. （原始内容存档于2018-06-12）.
2. ↑  . 时光网.   [2016-07-30]. （原始内容存档于2017-03-05）.

## 外部連結
- 澤維爾·塞繆爾在互联网电影资料库（IMDb）上的資料（英文）